# Kill The Sun
Albums de Xandria
Ravenheart
(2004)
Kill The Sun est le premier album de Xandria. Il marque le passage du groupe vers la reconnaissance, car pendant des années il n'a eu qu'un succès de niche et notamment par le site mp3.com. Les titres de la démo y sont tous, accompagnés de cinq nouveaux titres. Le groupe reste tout de même relativement confidentiel, malgré une petite percée dans le top 100 du classement des albums en Allemagne en décrochant une 98e place déjà honorable. L'album est clairement orienté dans le style metal gothique.

## Liste des titres
01. Kill The Sun
 
02. Mermaids

03. Ginger

04. She's Nirvana
 
05. Forever Yours
 
06. Casablanca

07. So You Disapear
 
08. Wisdom

09. Isis / Osiris

10. Calyx Virago